# فیض‌اله‌آباد
فیض اله آباد، روستایی است از توابع بخش بابل‌کنار شهرستان بابل در استان مازندران ایران.

## جمعیت
این روستا در دهستان بابل‌کنار قرار دارد و براساس سرشماری مرکز آمار ایران در سال ۱۳۸۵، جمعیت آن ۴۵ نفر (۱۲خانوار) بوده‌است.